# No-res, un requiem agnòstic
No-res, un requiem agnòstic (Nederlands: Niets, een agnostisch requiem) is een compositie van Leonardo Balada. Het is een requiem, alhoewel de vaste indeling van het klassieke genre ontbreekt. Dat is mede te danken aan het feit dat dit requiem is geschreven voor diegenen die niet in een hiernamaals geloven. Het overlijden wordt daarbij zinloos. De componist wilde de dood van zijn moeder noch accepteren noch ertegen protesteren en zag daarbij geen enkele mogelijkheid meer. De tekst voor het requiem is door de componist zelf geschreven in samenwerking met Jean Paris. Daarbij worden  soms talen gebruikt die te herkennen zijn. Andere teksten/klanken zijn compleet verzonnen. Daarnaast zijn ook diergeluiden te horen, want de componist vond dat ook dieren en planten onderhevig zijn aan het soort gevoelens, die hij kreeg.
Het werk is geschreven in zijn avant-gardeperiode. Het moest in vergelijking tot andere werken uit die tijd lang wachten op een uitvoering. Pas op 18 oktober 1997 vond er een uitvoering plaats, de componist had toen het werk gereviseerd. Lawrence Foster gaf leiding aan het Orquestra Symfónica de Barcelona met het Nationaal koor van Spanje. 